# Cristiano Biraghi
Cristiano Biraghi (Cernusco sul Naviglio, 1 de setembro de 1992) é um futebolista italiano que atua como lateral-esquerdo e meio-campista. Atualmente defende a Fiorentina.

## Títulos
Inter de Milão
- Mundial de Clubes da FIFA: 2010
- Supercopa da Itália: 2010
- Copa da Itália: 2010–11
- Torneo di Viareggio: 2011

### Prêmios individuais
- Equipe ideal da Liga Conferência da UEFA: 2022–23